# Trolejbusy w Brighton
Trolejbusy w Brighton – zlikwidowany system trolejbusowy w mieście Brighton, w hrabstwie East Sussex, w Anglii, w Wielkiej Brytanii. Został otwarty 1 maja 1933 r., z biegiem lat zastępował kolejne likwidowane linie miejscowego systemu tramwajowego.
Na tle pozostałych, nieistniejących już systemów trolejbusowych w Wielkiej Brytanii, system w Brighton był średniej wielkości; istniało łącznie 9 linii, maksymalnie posiadano 63 trolejbusy. Nietypową cechą było obsługiwanie linii trolejbusowych przez dwa przedsiębiorstwa.

## Historia
Głównym przewoźnikiem był Brighton Corporation Transport, który był właścicielem przewodów trakcyjnych. W jego posiadaniu były maksymalnie 52 trolejbusy. Drugim operatorem był Brighton, Hove & District Omnibus Co. Ltd., jego tabor składał się z 11 trolejbusów kursujących na czterech z dziewięciu tras. System trolejbusowy w Brighton zlikwidowano stosunkowo szybko, gdyż już 30 czerwca 1961 r.

## Zachowane trolejbusy
Do dziś zachowały się dwa trolejbusy z Brighton. Jeden znajduje się w Muzeum Nauki w londyńskim Swindon, drugi w East Anglia Transport Museum w Carlton Colville w Suffolk. Ten drugi o numerze 52 ma zachowane malowanie przewoźnika Maidstone Corporation, który eksploatował ten trolejbus w Maidstone po likwidacji systemu w Brighton.